# Bryzgun brzozowiec
Bryzgun brzozowiec (Cimbex femoratus) – gatunek błonkówki z rodziny bryzgunowatych.
Osobniki dorosłe osiągają do 20 mm długości ciała. Zarówno one jak i larwy żerują na liściach brzóz. Dorosłe owady ogołacają gałęzie, co podczas masowego ich występowania doprowadza niekiedy do obumarcia drzewa.

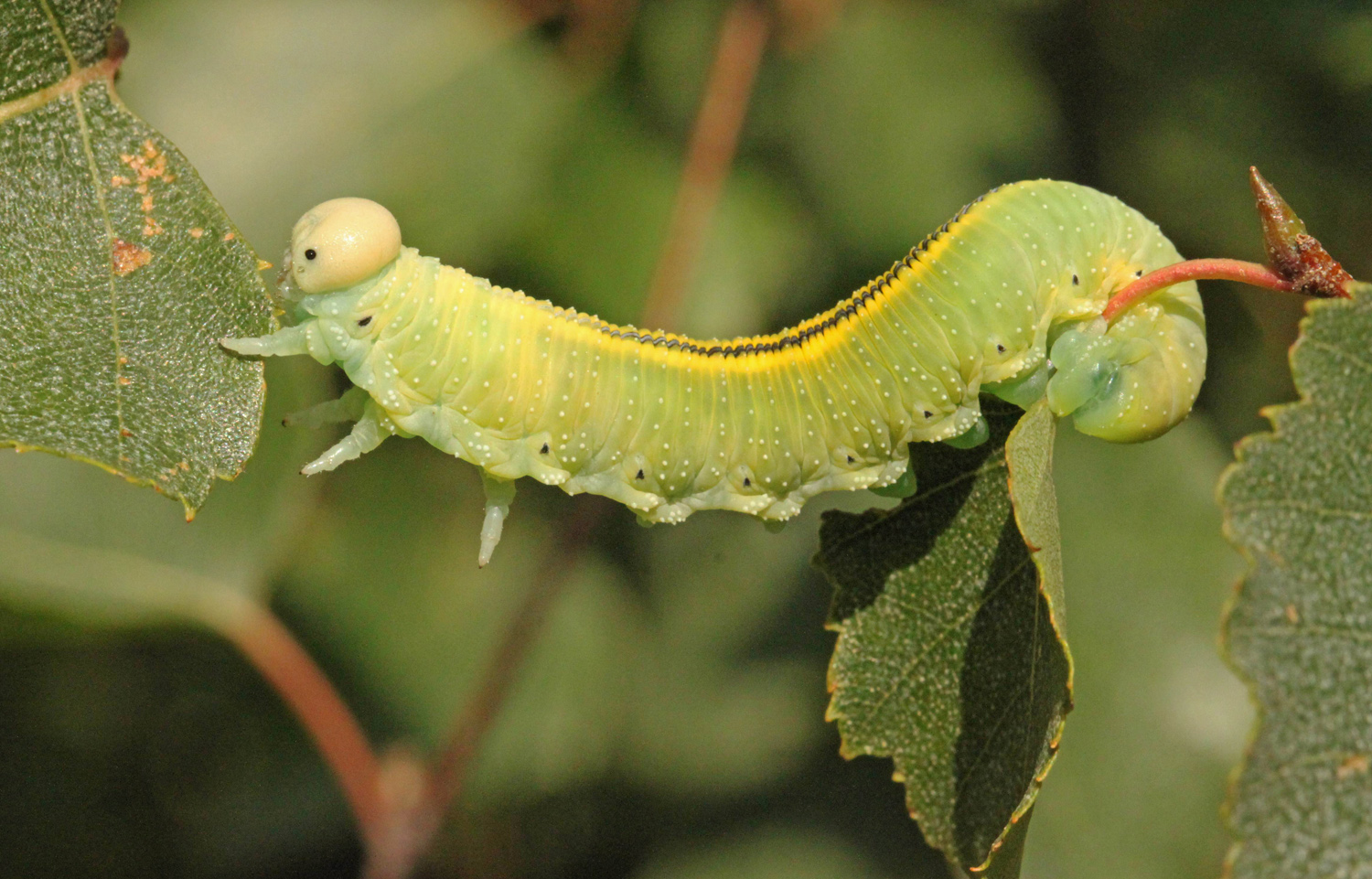
Larwa

Występuje w europejskich lasach liściastych. Zasięg rozciąga się od Francji i Irlandii na zachodzie po europejską część Rosji na wschodzie, oraz od Finlandii na północy do kontynentalnych Włoch i Bułgarii na południu. 